# Bârlești (Mogoș), Alba
Bârlești este un sat în comuna Mogoș din județul Alba, Transilvania, România.

## Lăcașuri de cult
- Biserica din lemn “Sf. Împărați Constantin și Elena”, din 1844 (cu picturi pe pereții interiori, executate în 1846).

## Galerie de imagini

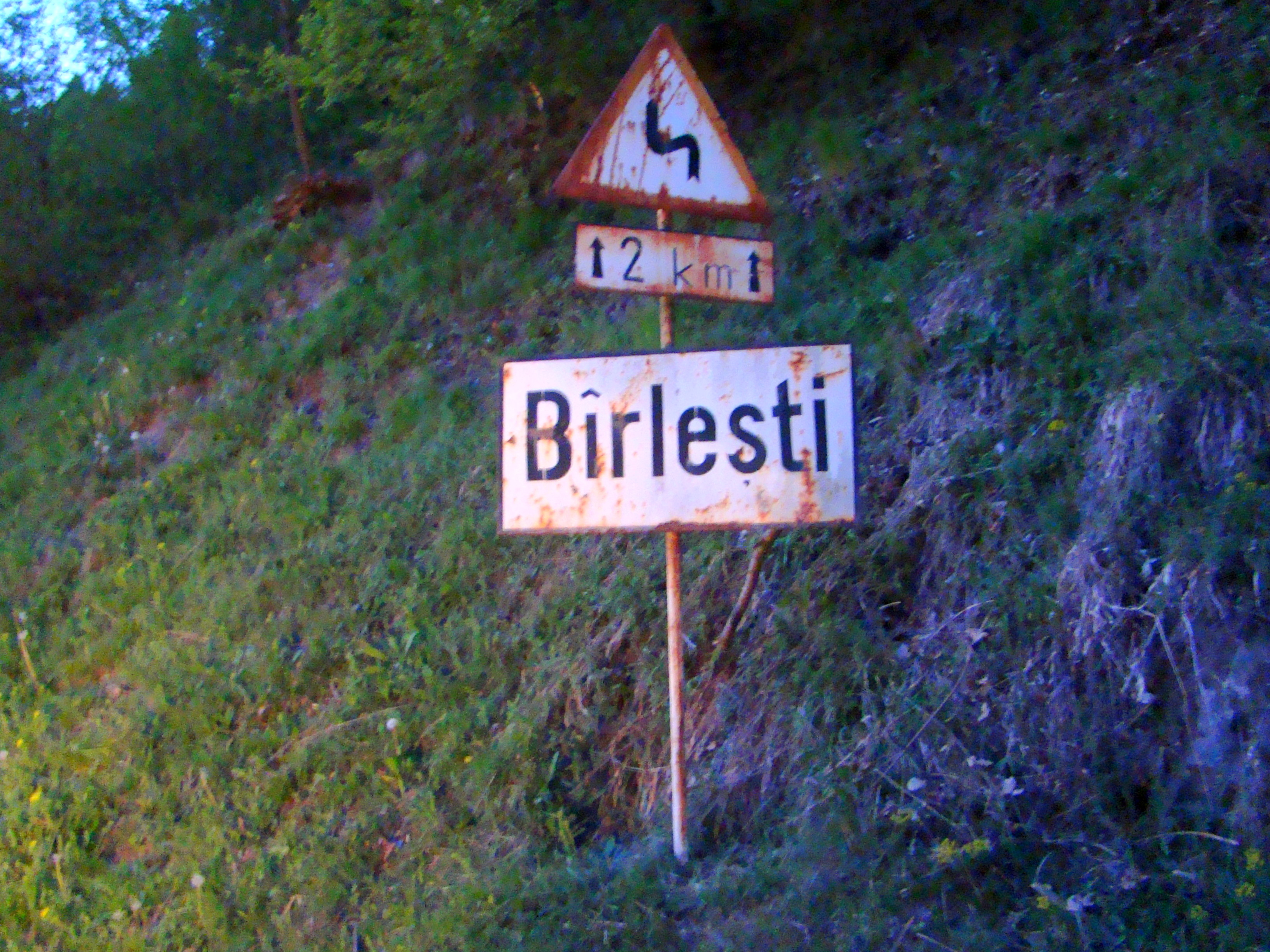
Intrarea în localitate
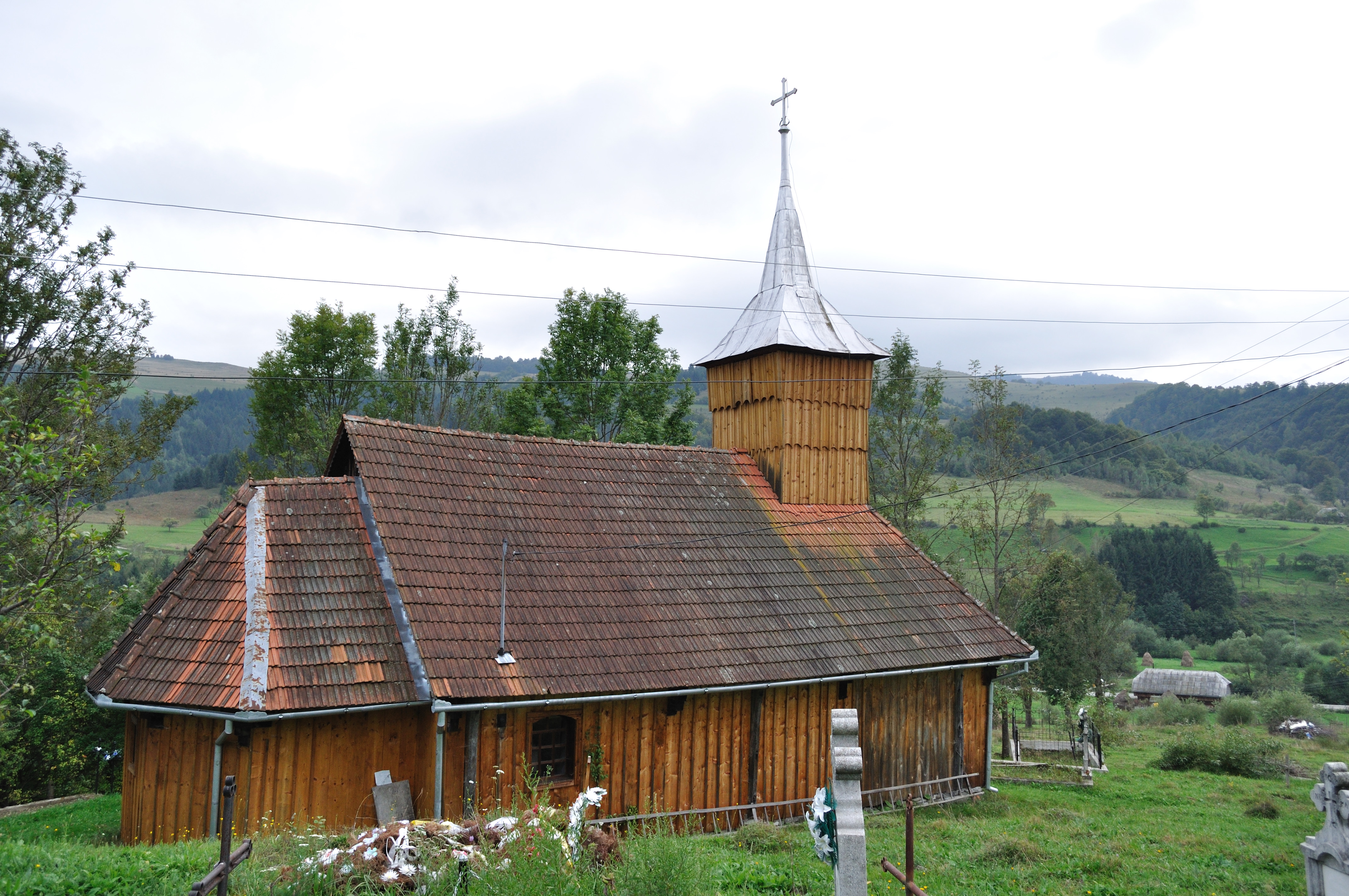
Biserica de lemn „Sfinții Împărați Constantin și Elena”
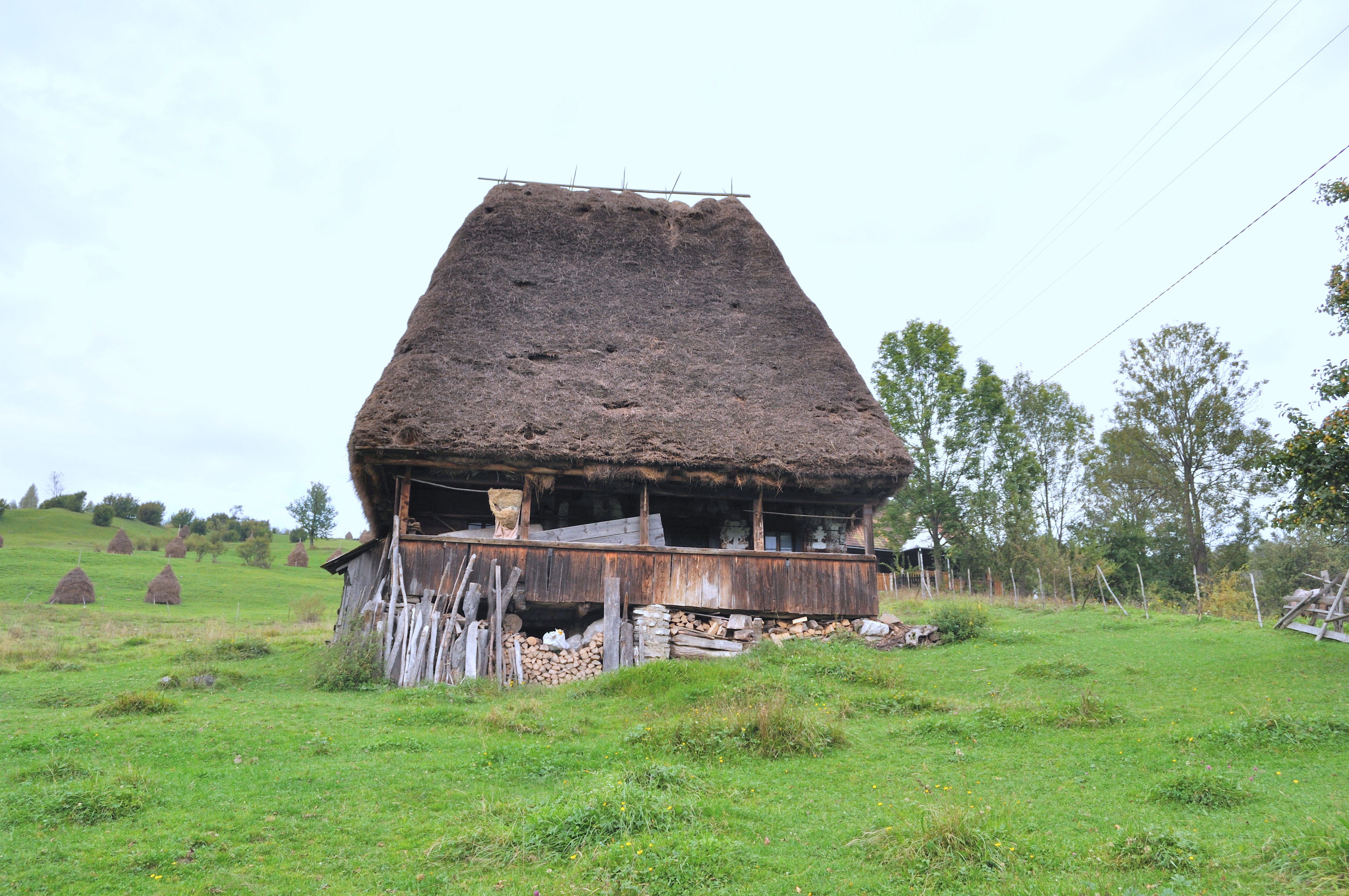
Casă moțească
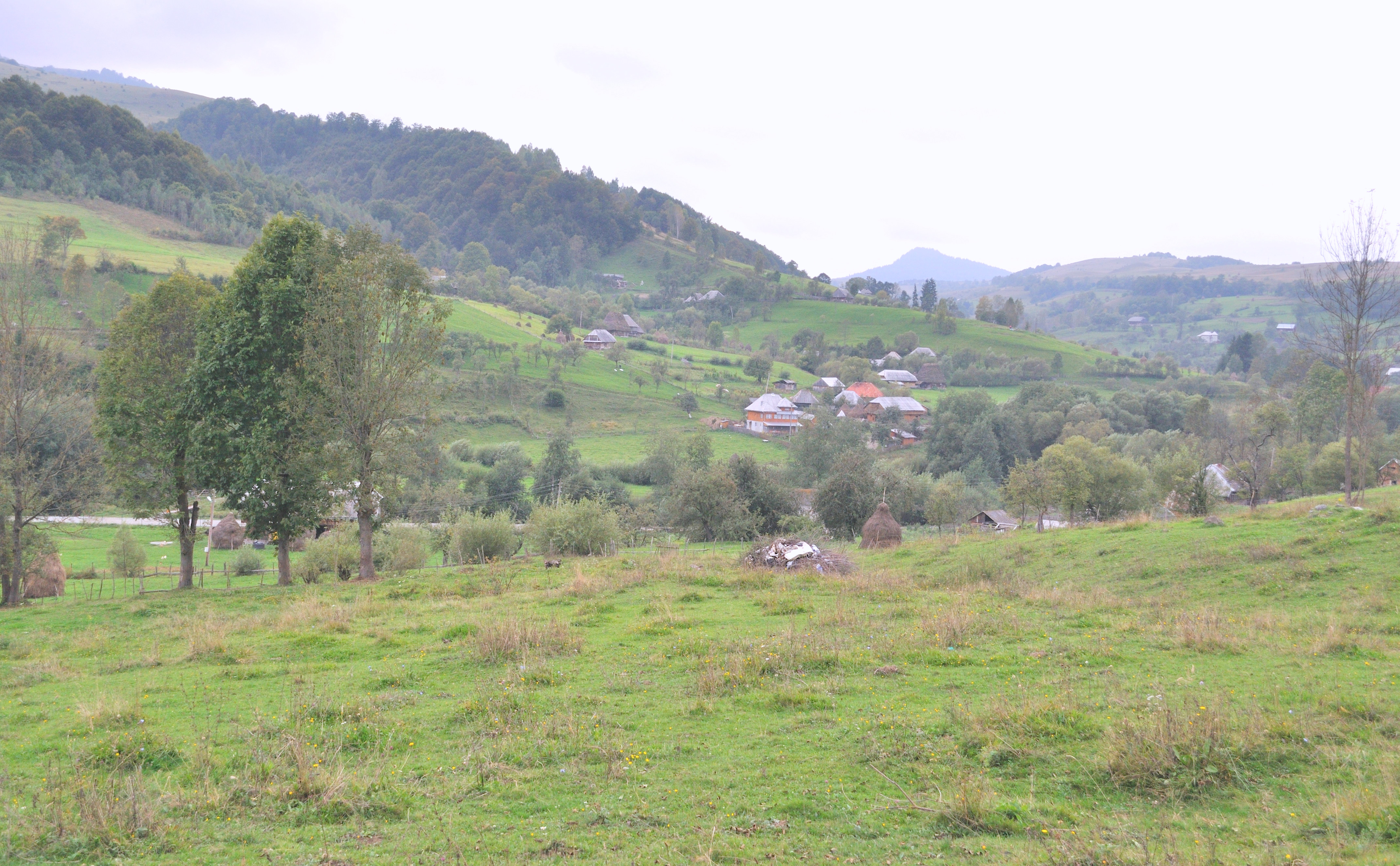
Panorama satului Bârlești cu Detunata Flocoasă la orizont
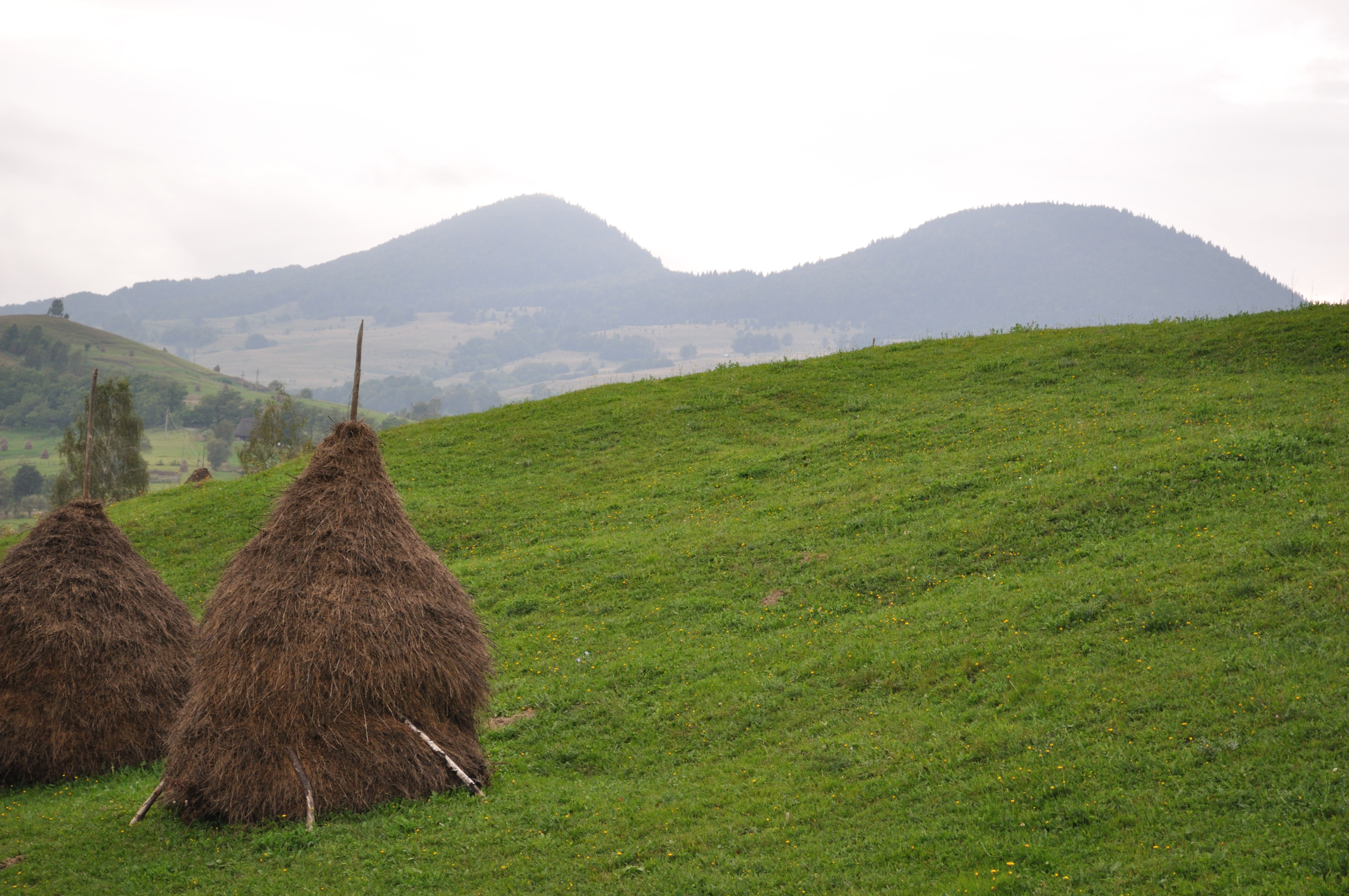
Gemenele
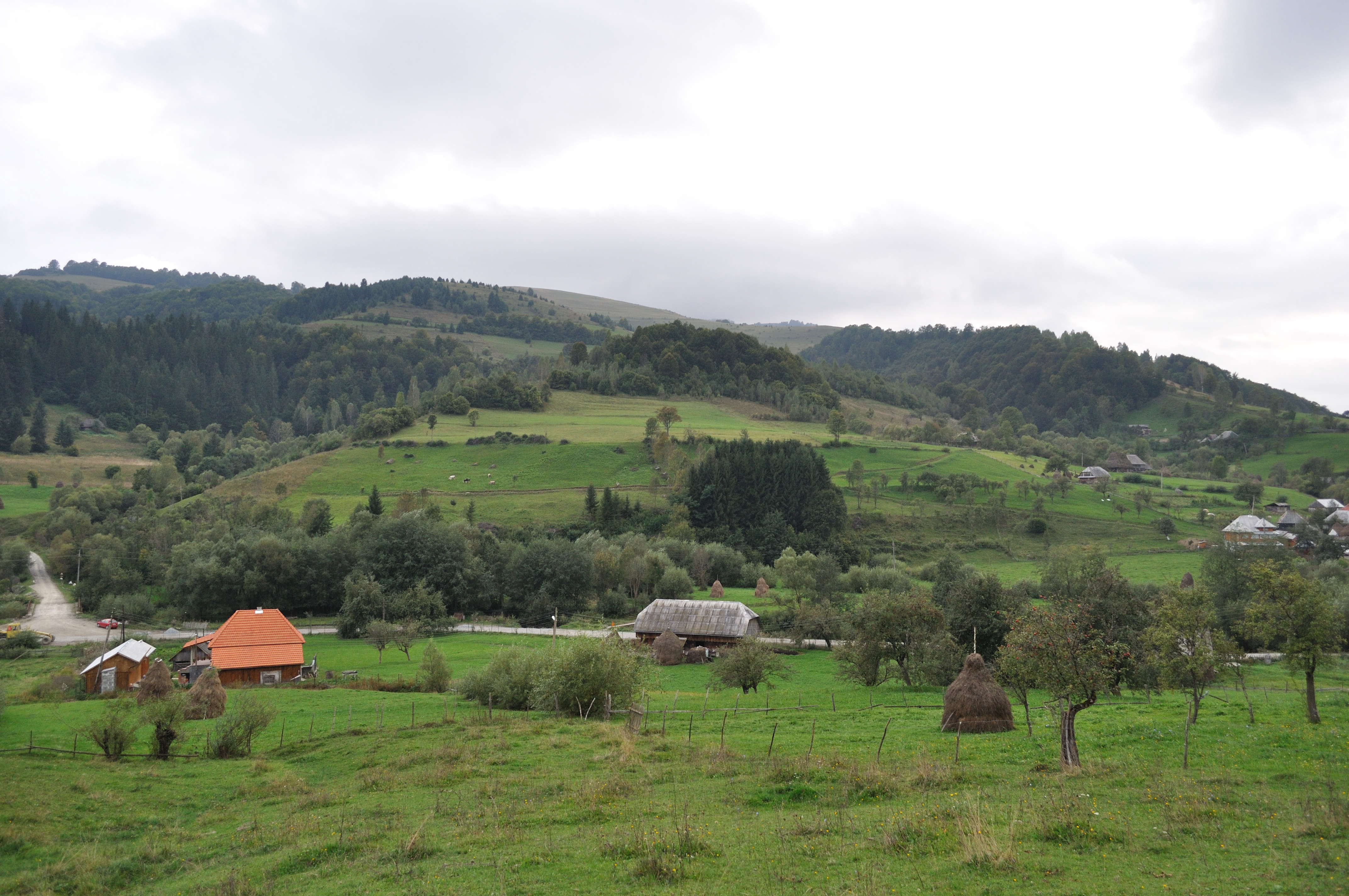
Vedere de pe dealul bisericii